# 김지율 (레이싱 모델)
김지율(1992년 10월 6일 ~ )은 대한민국의 레이싱 모델이다.

## 경력

### 레이싱 모델& 에이빙 모델 경력
- 2018년 - 서울오토살롱 스톨츠 포즈모델
- 2017년 - 오토모티브위크 LNC 포즈모델
- 2017년 - 서울오토살롱 본부 포즈모델
- 2017년 - 모터락 페스티벌 홍보모델
- 2017년 - 서울모터쇼 클럽넘버원 포즈모델
- 2016년 - 코리아 스쿠터 레이스 챔피언쉽(KSRC) 제 1전 개막전 포즈 모델.
- 2016년 - 서울오토살롱 루카스 홍보 포즈 모델.
- 2016년 - 오토모티브위크 루카스 홍보 포즈 모델.
- 2016년 - KIC-CUP 투어링카 레이스 레이싱모델